# Long (Baoji)
Der Kreis Long (隴縣 / 陇县,  Lǒng Xiàn) gehört zum Verwaltungsgebiet der bezirksfreien Stadt Baoji im Westen der chinesischen Provinz Shaanxi. Er hat eine Fläche von 2.278 Quadratkilometern und zählt 208.482 Einwohner (Stand: Zensus 2020). Sein Hauptort ist die Großgemeinde Chengguan (城关镇).

## Administrative Gliederung
Auf Gemeindeebene setzt sich der Kreis aus zehn Großgemeinden und fünf Gemeinden zusammen. 